# NLAW
Az NLAW (Next Generation Light Anti-tank Weapon) könnyű, hordozható irányított páncéltörő rakéta, amelyet svéd Saab vállalat gyárt. Az MBT LAW néven is ismert fegyver erősen védett harckocsik ellen is hatásos, mivel azok vékonyabb tetőpáncélzatát támadja. A NLAW többek között Svédország, az Egyesült Királyság és Finnország hadereje rendszeresítette, de jelentős mennyiséget kapott belőle Ukrajna az orosz fenyegetés illetve agresszió ellensúlyozására 2021-ben illetve 2022-ben.

## Kialakítása és jellemzői
Az NLAW egy könnyű, egyetlen ember által is hordozható illetve indítható páncéltörő rakéta. A fegyver különlegessége az egyedi irányítási módjában rejlik, amely lehetővé teszi, hogy tüzelést követően a kezelője fedezékben vonuljon (ún. fire and forget rendszerű). Az NLAW saját navigációs rendszere révén egy számított találkozási pálya mentén repül, amelyet a cél sebessége alapján határoz meg magának. A kezelő mintegy 3 másodpercig követi a célba vett harcjárművet a rakétaindító irányzékával, az indító oldalszögének elmozdulása alapján a rakéta kiszámítja azt a pályát, amely nagyon nagy valószínűséggel keresztezni fogja a célpont útvonalát. Ez az ún. PLOS irányítási mód lényegesen egyszerűbb és olcsóbb, mint a Spike vagy Javelin rakéták infravörös elektro-optikai rendszere. A PLOS irányítási mód csak kis hatótávolságú rakéták esetén használható eredményesen, mivel a nagyobb távolság és a hosszabb repülési idő csökkenti a találat valószínűségét.
Az NLAW rakéta 800 méteres maximális hatótávolságát 4-5 másodperc alatt éri el és a cél felett mintegy egy méterrel a mágneses és optikai közelségi gyújtó indítja be a formázott páncéltörő töltetet. Az ún. EFP töltet 500 milliméter homogén páncélzatot (RHA) képes átütni. A harcjárművek tetőpáncélzata szinte minden esetben a leggyengébb pontnak számít, az EFP töltetek pedig a reaktív páncélzatok (ERA) ellen is hatásosabbak a hagyományosan alkalmazott kumulatív-harcirészeknél.
Nem páncélozott célok esetén közvetlen találattal is támadhatóak a célpontok a felette átrepülő pálya helyett. Ebben az esetben repesz-romboló hatást fejt ki a harcirész, páncéltörő képessége elhanyagolható.
Az NLAW egy egyszer használható, kilövést követően eldobható fegyver.

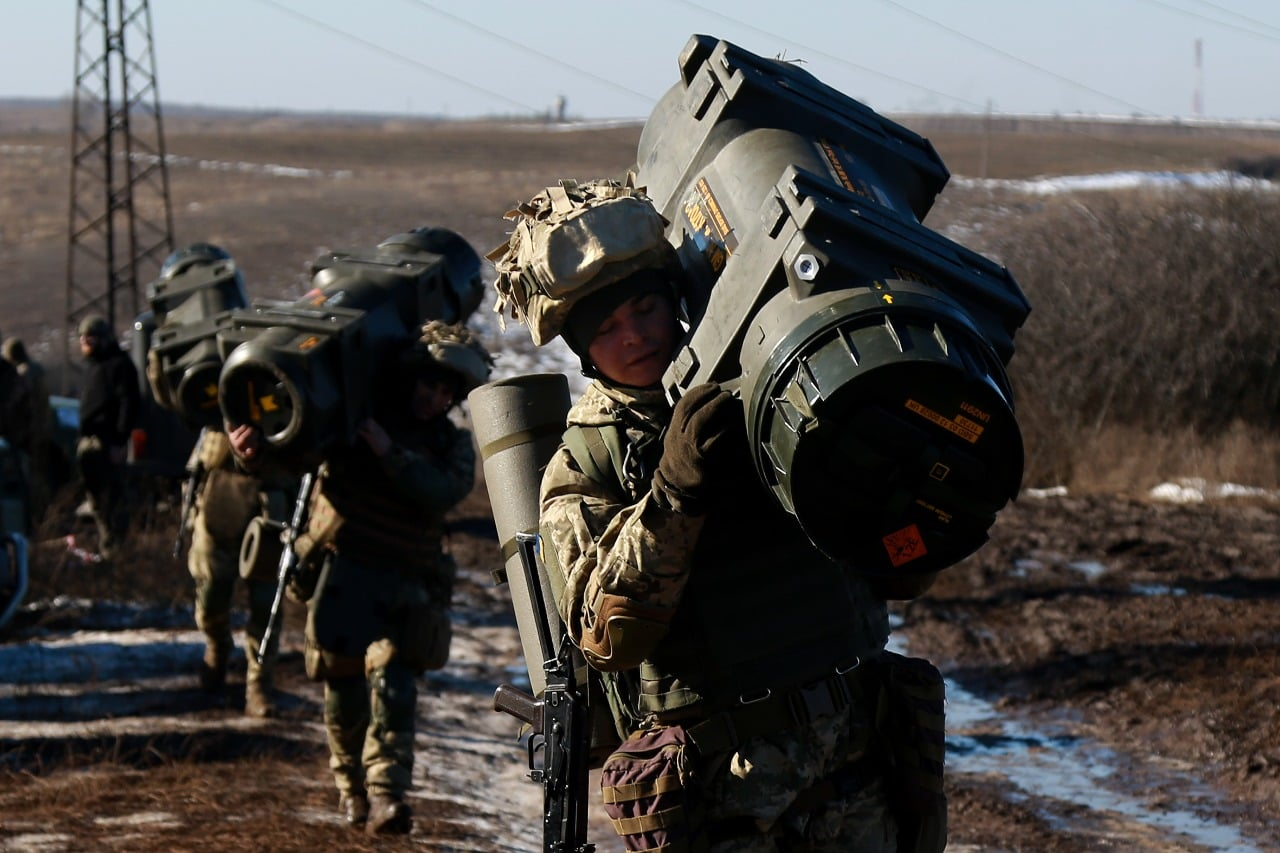
Az NLAW tároló konténerei elég ormótlanok
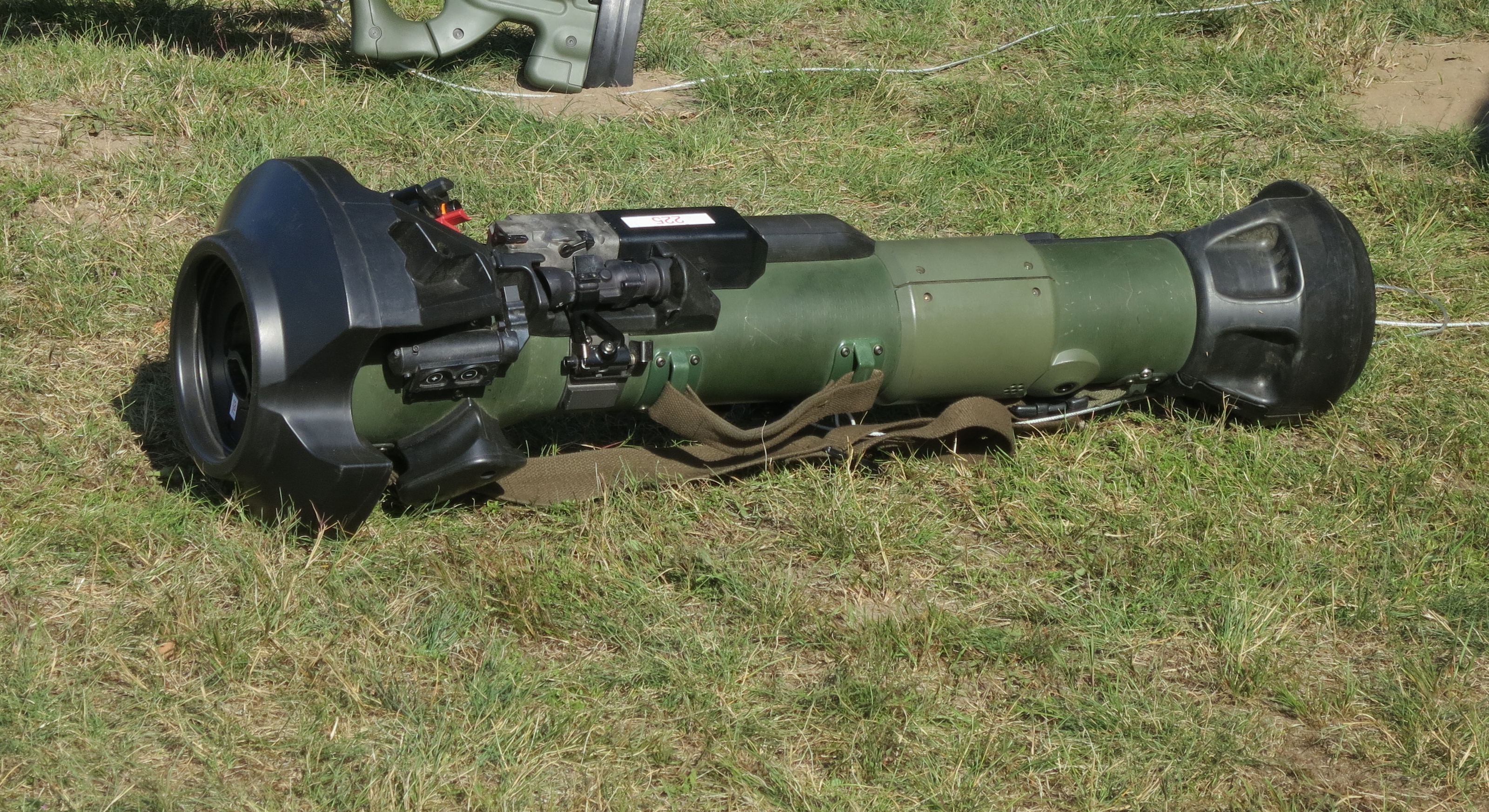
NLAW közelről, "kicsomagolva"
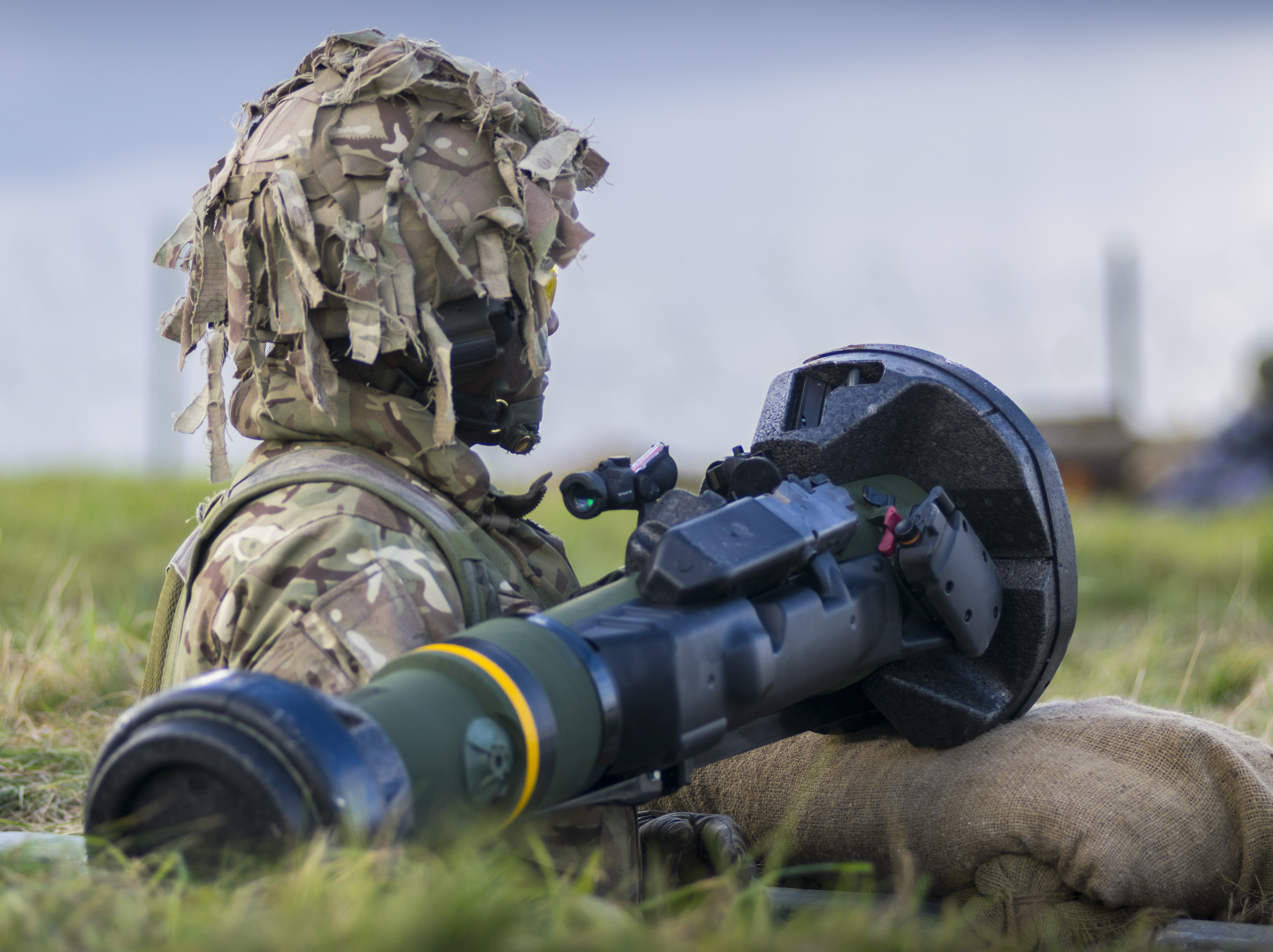
Brit katona NLAW-val
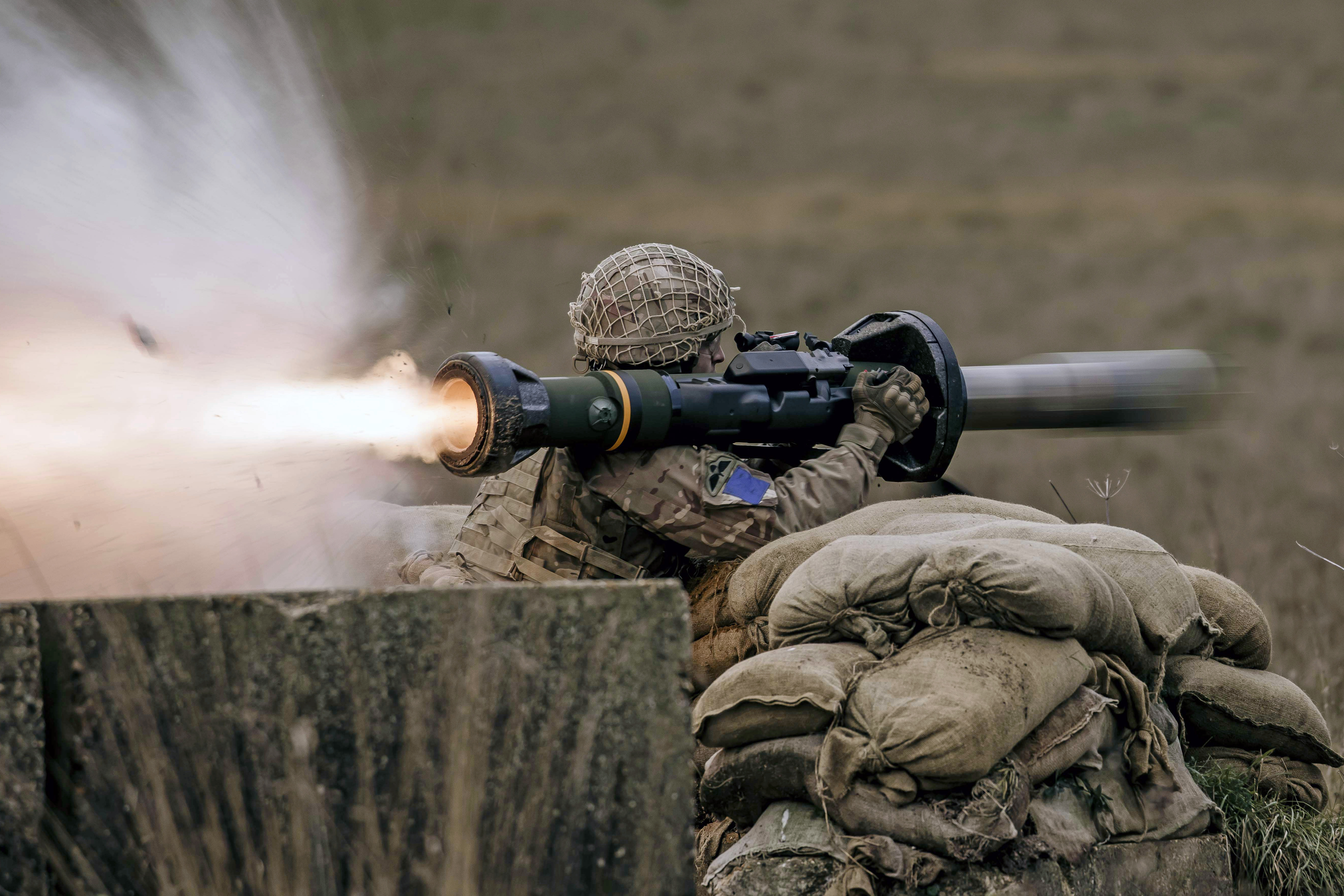
Az indítás pillanata
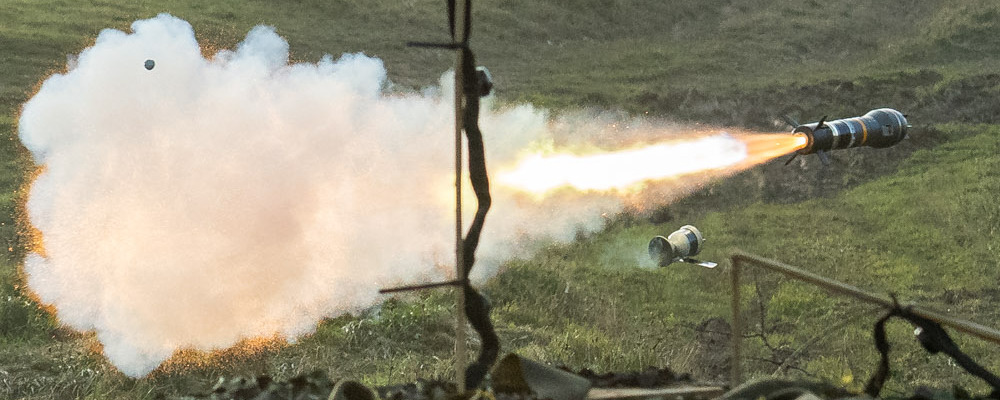
NLAW rakétája úton a cél felé - jól látható a lehulló első rakétafokozat a rakéta mögött
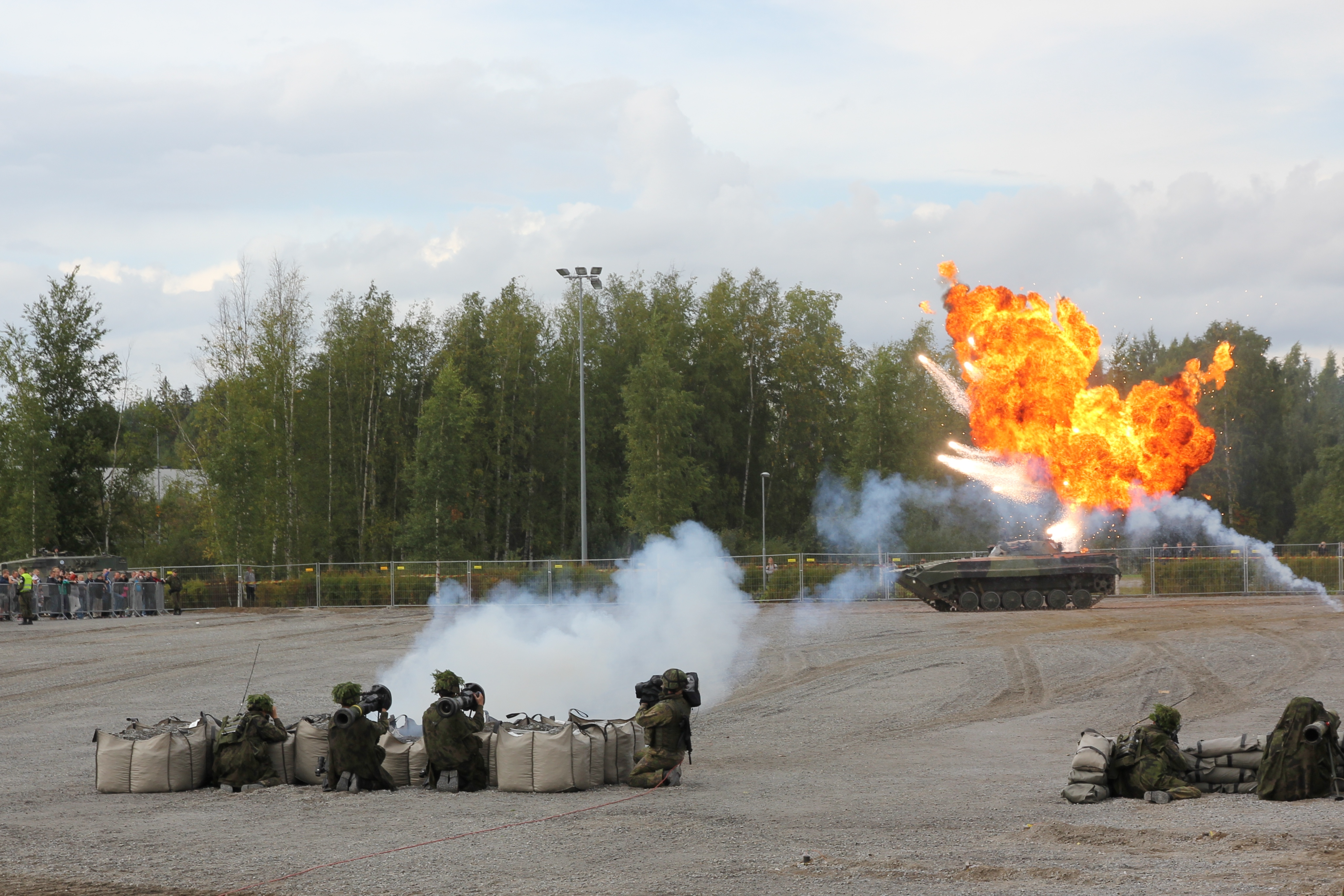
Finn katonák demonstrálják a NLAW hatását egy BMP–2-esen
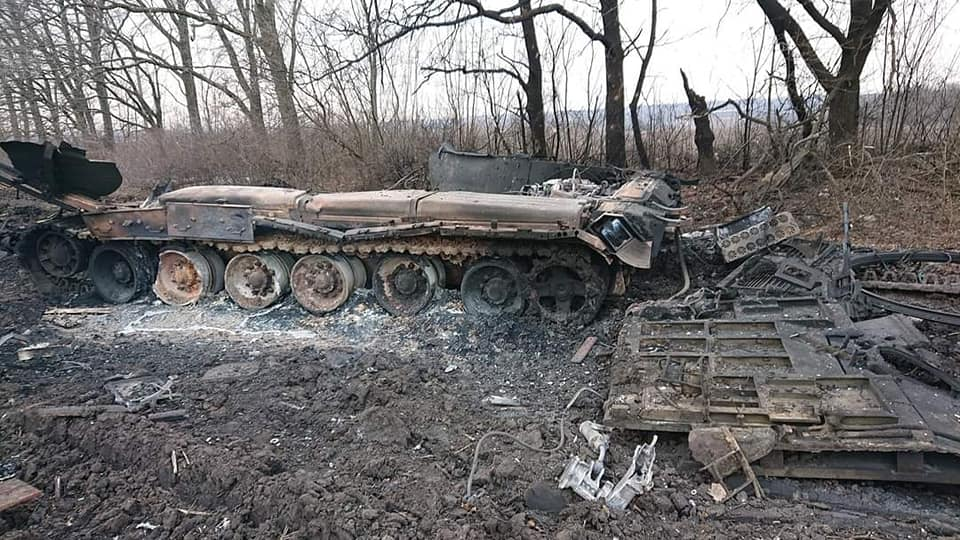
Egy NLAW által megsemmisített orosz T−80 harckocsi Ukrajnában

## Harctéri alkalmazás
A NLAW első "éles" bevetésére Ukrajnában került sor 2022-ben. Az ukrán fegyveres erők jelentése szerint a háború első hónapjaiban az NLAW volt a felelős az orosz harcjármű veszteségek mintegy 30-40%-áért, bár ezt az információt nehezen lehet független forrásból megerősíteni.

## Alkalmazók

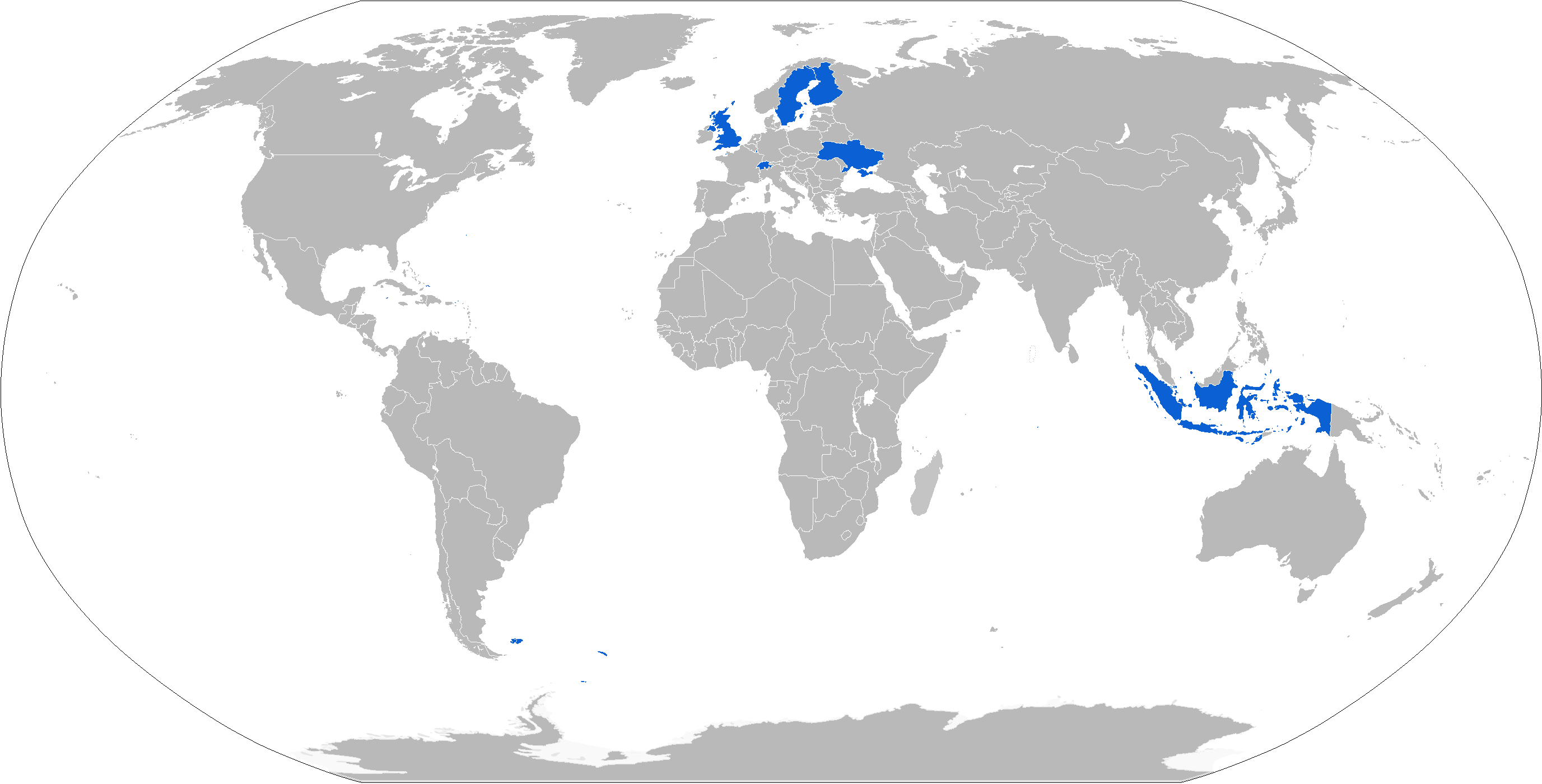
NLAW rakétákat alkalmazó országok

Egyesült Királyság
 Finnország
 Indonézia
 Luxemburg
 Malajzia
 Svédország
 Svájc
 Szaúd-Arábia
 Ukrajna – mintegy kétezer rakétát kapott az Egyesült Királyságtól az orosz fenyegetés ellensúlyozására 2021-ben illetve 2022-ben a háború kitörése előtt. Azóta a szállítások tovább folytatódnak. Március 9-éig összesen 3615 NLAW rakéta érkezett az Egyesült Királyságból az orosz támadást megelőző korábbi szállítmányokkal együtt. A leszállított fegyverek száma 2022 április 6-ig elérte a 4200 rakétát.
 Oroszország - ismeretlen mennyiségű NLAW-t zsákmányoltak az ukrán hadseregtől fotók tanúsága szerint.

## Fordítás
Ez a szócikk részben vagy egészben  a   MBT LAW című angol Wikipédia-szócikk fordításán alapul.  Az eredeti cikk szerkesztőit annak laptörténete sorolja fel. Ez a jelzés csupán a megfogalmazás eredetét és a szerzői jogokat jelzi, nem szolgál a cikkben szereplő információk forrásmegjelöléseként.